# Clingse bossen
De Clingse bossen (ook: Clingense bossen) is een bosgebied tussen Hulst en Sint Jansteen. Het gebied sluit aan op de Steense bossen en over de Belgische grens op het Stropersbos. Het gebied bestaat uit loofbos en is vrij toegankelijk. Er zijn een tweetal wandelroutes uitgezet. Sinds 2008 wordt het gebied (dat een waterwingebied is van Evides) beheerd door de Stichting Het Zeeuwse Landschap. De Clingse Bossen vormen samen met de Wilde Landen, de Steense bossen en de Schommeling sinds 2020 de 'Waterwinbossen'.
Het oorspronkelijke bos telde vooral naaldbomen, die het op deze zandgrond goed deden tot in de jaren-2010 de letterzetter toesloeg. Vanaf 2021 werden de dode bomen vervangen door een veelvoud van soorten, om de kwetsbaarheid voor plagen en ziektes te verminderen.